# Jak gdyby nic
Jak gdyby nic – utwór muzyczny polskiego piosenkarza Marcina Maciejczaka, wydany 22 lutego 2020 nakładem wytwórni Universal Music Polska jako jego debiutancki singel. Piosenkę skomponowali oraz napisali Patryk Kumór i Dominic Buczkowski-Wojtaszek.
Do piosenki został zrealizowany oficjalny teledysk, który został opublikowany premierowo 22 lutego 2020 na kanale „UniversalMusicPolska” w serwisie YouTube. Reżyserem wideoklipu był Sebastian Wełdycz.
Utwór został premierowo wykonany przez Maciejczaka podczas finału trzeciej edycji The Voice Kids, której został zwycięzcą.
20 czerwca 2020 odebrał za singiel certyfikat złotej płyty. W marcu 2021 nagranie uzyskało status platynowej płyty.

## Lista utworów
Digital download
1. „Jak gdyby nic” – 2:38

## Notowania na listach przebojów
| Kraj   | Lista (2020)               | Najwyższa pozycja |
| ------ | -------------------------- | ----------------- |
| Polska | AirPlay – Top              | 20                |
| Polska | AirPlay – Nowości          | 1                 |
| Polska | AirPlay – Największe skoki | 2                 |
| Polska | RMF                        | 1                 |